# Bakary Koné
Bakary Koné (franskt uttal: [bakaʁi kɔne]), född 27 april 1988 i Ouagadougou, är en burkinsk fotbollsspelare (försvarare) som spelar för turkiska Ankaragücü.